# Прапор Пандья
Прапор Пандьї - використовувався династією Пандьян і складався з однієї риби або риб-близнюків.   Немає посилання чи опису прапора. Тому будь-які прапори Пандьї, які використовуються в ЗМІ, створюються з метою ілюстрації. Існують прапори з подвійними або одинарними рибами згідно з археологічними знахідками та ілюстраціями істориків.  

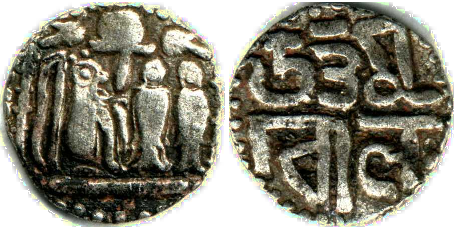
Риба-близнюк Пандья, вигравірувана на монеті Уттами Чоли

Тамільський придворний поет 12-го століття Оттакутар написав вірш, у якому згадується прапор Пандья, порівнюючи його з прапором Чола. 
|  | வெற்றிப் புலிக்கொடிக்கு மீனமோ அம்மானே |

Буквальне значення: чи може прапор Пандьї збігатися з прапором Чола?

## Легенда

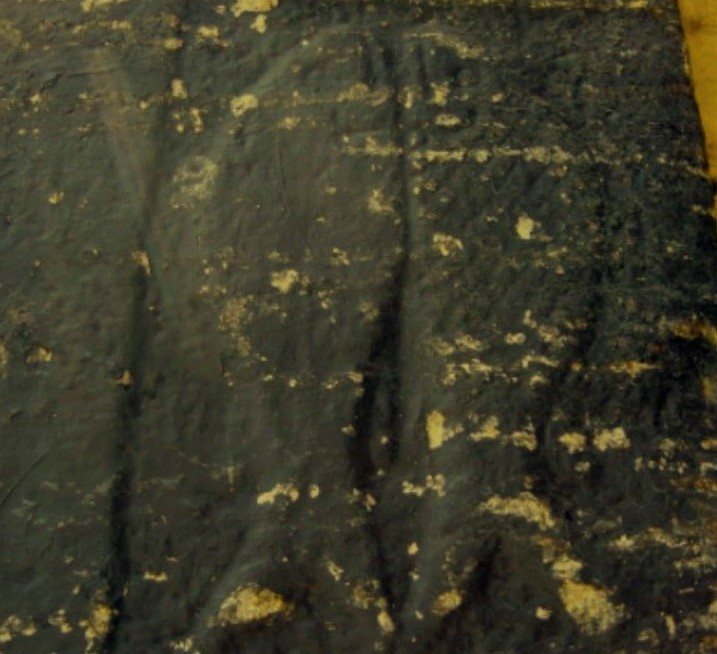
Чорний гранітний барельєф із подвійним рибним коропом короля Пандья Садаяварманом Сундара Пандяном I у храмі Конешварам – Трінкомалі, Шрі-Ланка

Згідно з легендою, аватар індуїстської богині Мінакші, яка має очі у формі риби, народилася як дочка короля Пандья. Емблемою Пандьї була риба, яка представляла династію, зокрема на монетах. Слово Мінатчі (Мін+Аатчі) є сумішшю тамільських слів Мін (Риба) і Аатчі (Правило), що означає Правило Риби. 